# Macaya, Sayula de Alemán
Macaya är en ort i Mexiko.   Den ligger i kommunen Sayula de Alemán och delstaten Veracruz, i den sydöstra delen av landet, 500 km öster om huvudstaden Mexico City. Macaya ligger 49 meter över havet och antalet invånare är 244.
Terrängen runt Macaya är platt, och sluttar österut. Runt Macaya är det glesbefolkat, med 10 invånare per kvadratkilometer. Närmaste större samhälle är Jesús Carranza, 18,0 km söder om Macaya. Omgivningarna runt Macaya är en mosaik av jordbruksmark och naturlig växtlighet.